# Coupe de France de cyclisme sur route 1992
La coupe de France de cyclisme sur route 1992 est la 1re édition de la coupe de France de cyclisme sur route.
La compétition compte 12 courses d'un jour.
La victoire finale est revenue au Français Jean-Cyril Robin de l'équipe Française Castorama.

## Résultats
La liste des courses composant la compétition et le podium de chacune d'entre elles sont les suivants :
| 22 fév.  | Tour du Haut-Var                 | Gérard Rué          | Fabian Jeker         | Frédéric Moncassin  |
| 22 mars  | Cholet-Pays de la Loire          | Laurent Desbiens    | Serge Baguet         | Jean-Cyril Robin    |
| 5 avr.   | Grand Prix de la ville de Rennes | Jean-Cyril Robin    | Frank Van Den Abeele | Rik Coppens         |
| 9 avr.   | Grand Prix de Denain             | Edwig Van Hooydonck | Philippe Casado      | Hervé Henriet       |
| 21 avr.  | Paris-Camembert                  | Patrice Esnault     | Maximilian Sciandri  | Luc Leblanc         |
| 26 avr.  | Tour de Vendée                   | Bruno Cornillet     | Pascal Lance         | Laurent Bezault     |
| 3 mai    | Trophée des grimpeurs            | Marc Madiot         | Richard Virenque     | François Lemarchand |
| 23 mai   | Classique des Alpes              | Gilles Delion       | Luc Leblanc          | Dante Rezze         |
| 30 mai   | À travers le Morbihan            | Peter De Clercq     | Marcel Wüst          | Franck Boucanville  |
| 30 août  | Grand Prix de Plouay             | Ronan Pensec        | Serge Baguet         | Thierry Claveyrolat |
| 13 sept. | Grand Prix de Fourmies           | Olaf Ludwig         | Stéphane Hennebert   | Mauro Gianetti      |
| 20 sept. | Grand Prix d'Isbergues           | Phil Anderson       | Stéphane Hennebert   | Bruno Cornillet     |

## Classements

### Individuel
Le podium du classement général final est le suivant :
| Classement par points | Classement par points | Classement par points | Classement par points | Classement par points |
| Coureur               | Coureur               | Pays                  | Équipe                | Points                |
| --------------------- | --------------------- | --------------------- | --------------------- | --------------------- |
| 1er                   | Jean-Cyril Robin      | France                | Castorama             | 115 pts               |
| 2e                    | Bruno Cornillet       | France                | Z                     | 80 pts                |
| 3e                    | Laurent Desbiens      | France                | Collstrop-Garden Wood | 78 pts                |

### Par équipe
L'équipe française Z remporte le classement aux points de la meilleure équipe.